# يوتاكا يوشي
يوتاكا يوشي (باليابانية: 吉江豊؛ بالكانا: よしえ ゆたか) هو مصارع محترف ياباني، ولد في 5 يناير 1974 في مايه-باشي في اليابان.

## روابط خارجية
- يوتاكا يوشي على موقع CageMatch worker (الإنجليزية)
- يوتاكا يوشي على موقع قاعدة بيانات المصارعة على الإنترنت (الإنجليزية)